# Politische Parteien in Spanien
In Spanien gibt es sechs im Parlament vertretene Parteien bzw. Parteienbündnisse, die in ganz Spanien aktiv sind: die sozialdemokratische Spanische Sozialistische Arbeiterpartei (Partido Socialista Obrero Español, PSOE), die konservative Volkspartei (Partido Popular, PP), die rechtsnationale VOX, das linke Bündnis Unidas Podemos (mit Podemos und Izquierda Unida), die liberale Ciudadanos (C's) und die links-ökologische Más País. Daneben spielen vor allem wegen der verschiedenen Nationalitäten innerhalb Spaniens regionale Parteien eine entscheidende Rolle.
Die spanische Parteienlandschaft war – anders als z. B. die italienische – seit Mitte der 1980er Jahre über drei Jahrzehnte bemerkenswert stabil. Eine signifikante Änderung ergab sich mit den Europawahlen 2014 und den Regional- und Kommunalwahlen im Mai 2015, bei denen sich neben den bisherigen Protagonisten PSOE, PP, IU und UPyD die neue Linkspartei Podemos und die bislang nur in Katalonien bedeutende Partei Ciudadanos (C's) und später VOX (spanische Parlamentswahl April 2019) auf gesamtspanischer Ebene etablierten.

## Charakteristika des Parteiensystems

### Rechtliche Rahmenbedingungen (Parteien, Parteienverbände,coaliciones)
Das Parteiensystem zeichnet sich durch Komplexität aus. Dies ist zum einen auf die rechtlichen Rahmenbedingungen zurückzuführen. Das spanische Parteienrecht kennt neben den Parteien als solchen auch Parteienverbände (federaciones): Diese sind auf Dauer angelegte Zusammenschlüsse mehrerer Parteien mit eigener Rechtspersönlichkeit und eigenen Strukturen, wobei jedoch auch die einzelnen Mitgliedsparteien rechtlich existent bleiben und weiterhin über ihre eigenen Organe verfügen. Um solche federaciones handelt es sich z. B. bei der linkssozialistischen IU oder der katalanisch-bürgerlichen CiU.
Weiter erlaubt das spanische Wahlrecht gemeinsame Wahlvorschläge verschiedener Parteien bzw. Parteienverbände, die als coaliciones bezeichnet werden. Rechtlich bestehen diese coaliciones nur als Wahlvorschlagsträger für die Dauer des Wahlprozesses. Da die Listenaufstellung und Sitzverteilung im spanischen Wahlsystem ausschließlich auf Ebene der Wahlkreise (in der Regel sind dies die Provinzen) erfolgt, kann es vorkommen, dass eine Partei bei derselben Wahl im Wahlkreis A als Teil einer coalición, im Wahlkreis B aber allein oder in einer coalición mit einer anderen Partei als im Wahlkreis A antritt. Andererseits gibt es coaliciones, die von denselben Parteien regelmäßig immer wieder in derselben Konstellation gebildet werden (so war die IU von 1986 bis 1992 zunächst nur eine für jede Wahl neu gebildete coalición).
Schließlich kann es vorkommen, dass über die Liste derselben coalición gewählte Kandidaten, die aber unterschiedlichen Parteien angehören, sich im Parlament unterschiedlichen
Fraktionen anschließen und umgekehrt auch, dass über die Listen verschiedener Parteien gewählte Abgeordnete sich zu einer gemeinsamen Fraktion zusammenschließen (häufig um die zur Bildung einer Fraktion notwendige Mindestanzahl von Mandaten zu erreichen).

### Regionalparteien
Zum anderen ist die Parteienlandschaft deswegen komplex, weil es neben den landesweit aktiven Parteien (vor allem PSOE, PP, VOX, Unidas Podemos, Ciudadanos) eine Vielzahl von Regionalparteien gibt. In einigen Regionen sind dies sogar mehrere (z. B. in Katalonien die linksgerichtete ERC und die bürgerliche PDeCAT). So lassen sich die Parteien nicht nur nach dem klassischen Links-Rechts-Schema einordnen, sondern zusätzlich auch auf einem Spektrum, das die Einstellung zur Frage des Verhältnisses der Regionen zum Staat beschreibt und das von der Befürwortung eines Zentralstaats auf der einen bis zu Verfechtern der Unabhängigkeit auf der anderen Seite reicht.
Da die Sperrklausel im spanischen Wahlrecht ebenfalls nur auf der Ebene der Wahlkreise angewandt wird, sind die Regionalparteien nicht nur in den Kommunal- und Regionalparlamenten vertreten, sondern regelmäßig auch in größerer Anzahl im gesamtspanischen Parlament. Dabei ergeben sich dann aufgrund der beiden Achsen, an denen sich die Parteienlandschaft orientiert, verschiedene Bündnismöglichkeiten. So dienten insbesondere die beiden bürgerlichen Parteien CiU (Katalonien) und PNV (Baskenland) in den Legislaturperioden, in denen weder die PSOE noch die PP über eine absolute Mehrheit verfügten, der jeweils in Madrid regierenden Partei (1989–1996 und 2004–2011 der PSOE; 1996–2000 der PP) als Mehrheitsbeschaffer: Ideologisch und insbesondere wirtschaftspolitisch weisen sie als bürgerliche Parteien mehr Gemeinsamkeiten mit der konservativen PP auf, während sie auf der anderen Achse der sozialdemokratischen PSOE näher stehen, die einer Dezentralisierung aufgeschlossener gegenübersteht als die PP.
Diese verschiedenen Bündnismöglichkeiten ergeben sich auch in den Regionalparlamenten. So gehörte etwa die ERC von 2003 bis 2010 in Katalonien einer Linkskoalition mit der PSC und ICV-EUiA an. Seit Ende 2012 hingegen toleriert sie eine Minderheitsregierung der katalanisch-bürgerlichen CiU bzw. regiert zusammen mit der bürgerlichen PDeCAT.
Auch das Spektrum der Regionalparteien ist vielfältig: Es reicht von Parteien, die sich lediglich als Vertreter regionaler Interessen und häufig auch als Alternative zur sozialdemokratischen PSOE und der konservativen PP in der politischen Mitte verstehen, bis hin zu solchen, die für die Unabhängigkeit ihrer Regionen von Spanien eintreten, wie die katalanischen ERC und PDeCAT.

### Periode desbipartidismo imperfecto(1977–2015)

Mandate der beiden größten Parteien im spanischen Abgeordnetenhaus seit 1977 (Regierungspartei schwarz umrandet)

Die von 1977 bis 2015 bestehende Parteienlandschaft ist oft mit dem Schlagwort des „unvollkommenen Zweiparteiensystems“ (bipartidismo imperfecto) beschrieben worden.
Als Zweiparteiensystem deshalb, weil auf nationaler Ebene zwei große Parteien (anfangs die christdemokratische UCD, später die konservative PP und die sozialdemokratische PSOE) existierten, die mit großem Abstand vor den anderen politischen Kräften lagen. Bei den gesamtspanischen Wahlen von 1993 bis 2011 waren auf diese beiden Parteien zusammen immer mindestens 73 % der Stimmen entfallen (Höchststand 2008: 84 %). Aufgrund der Auswirkungen des Wahlsystems führte dies dazu, dass diese beiden Parteien im Abgeordnetenhaus seit 1993 durchgehend mindestens 85 % (Höchststand 2008–2011: 92 %) der Abgeordneten stellten.
Als „unvollkommen“ deshalb, weil diese beherrschende Stellung der beiden großen Parteien dennoch nur in vier der zehn Legislaturperioden bis 2015 zu einer absoluten Mehrheit der stärksten Partei führte (1982–1986 und 1986–1989: PSOE, 2000–2004 und 2011–2015: PP). In den restlichen Legislaturperioden stellten insbesondere die Regionalparteien (allen voran CiU und PNV, aber auch CC, ERC, BNG) durch Ja-Stimmen oder Enthaltungen bei der Wahl des Ministerpräsidenten bzw. bei Abstimmungen über Gesetzentwürfe die Regierbarkeit des Landes durch die jeweils stärkste Partei sicher, ohne dass es aber je auf nationaler Ebene zu einer echten Koalitionsregierung gekommen wäre.

### Änderungen in der Parteienlandschaft seit 2015
Bei der Wahl 2015 schmolz der Stimmenanteil der beiden großen Parteien auf 51 % und ihr Mandatsanteil im Abgeordnetenhaus auf 61 %. Es etablierten sich mit Podemos eine neue Partei links der PSOE und mit Ciudadanos eine Partei der Mitte zwischen PSOE und PP. Mit der Wahl von April 2019 kam VOX rechts der PP hinzu.
In keiner der Legislaturperioden bis 2015 hatte die drittstärkste Kraft im Abgeordnetenhaus je mehr als 23 Abgeordnete gestellt. Seitdem wurde diese Schwelle immer sowohl von der drittstärksten (2015: Podemos mit 69
Mandaten; 2016: Unidos Podemos mit 71; April 2019: Ciudadanos mit 57; November 2019: VOX mit 52 Mandaten) als auch von der viertstärksten Kraft (2015: Ciudadanos mit 40 Mandaten; 2016: Ciudadanos mit 32; April 2019: Unidas Podemos mit 42; November 2019: Unidas Podemos mit 35 Mandaten) überwunden.
In den Legislaturperioden bis 2015, in denen keine absolute Mehrheit bestand, fehlten der stärksten Partei nur zwischen einem Mandat (PSOE, 1989) bis höchstens 20 Mandate (PP, 1996) zur absoluten Mehrheit. 2015 hingegen waren es für die PP 53 Mandate, 2016 für die PP 39 Mandate, nach der Wahl vom 28. April 2019 für die PSOE 53 Mandate und nach der Wahl vom 10. November 2019 für die PSOE 56 Mandate. Dementsprechend komplizierter gestaltet sich die Regierungsbildung, zumal die katalanischen Parteien (JxCat – früher CDC bzw. PDeCAT – und ERC), die vor 2015 auf nationaler Ebene häufig als Mehrheitsbeschaffer dienten, seitdem für diese Rolle wegen ihres separatistischen Kurses nur noch beschränkt in Frage kommen. Nach den Wahlen 2015 und von April 2019 scheiterte eine Regierungsbildung, sodass es zu Neuwahlen kam. In der XII. Legislaturperiode (2016–2019) war erstmals ein konstruktives Misstrauensvotum erfolgreich (Wechsel von einer PP- zu einer PSOE-Regierung). Weil die neue PSOE-Regierung für ihren Haushalt jedoch keine Mehrheit fand, kam es zur vorzeitigen Parlamentsauflösung. Nach der Wahl von November 2019 kam es erstmals zu einer Koalitionsregierung (PSOE/Unidas Podemos), bei der es sich aber auch um eine Minderheitsregierung handelt.

## Parteien im Einzelnen

### Zusammenfassung
| Partei                                                                               | Partei                                             | Mandate          | Mandate          | Mandate          |
| Partei                                                                               | Partei                                             | Congreso         | Senado           | EU-Parlament     |
| Nationalparteien                                                                     | Nationalparteien                                   | Nationalparteien | Nationalparteien | Nationalparteien |
| ------------------------------------------------------------------------------------ | -------------------------------------------------- | ---------------- | ---------------- | ---------------- |
|                                                                                      | Partido Popular                                    | 137 / 350        | 144 / 265        | 13 / 59          |
|                                                                                      | Partido Socialista Obrero Español                  | 121 / 350        | 90 / 265         | 21 / 59          |
|                                                                                      | VOX                                                | 33 / 350         | 3 / 265          | 4 / 59           |
|                                                                                      | Movimiento Sumar a                                 | 10 / 350         | 0 / 265          | 0 / 59           |
|                                                                                      | Catalunya en Comú a                                | 6 / 350          | 0 / 265          | 0 / 59           |
|                                                                                      | Izquierda Unida a                                  | 5 / 350          | 0 / 265          | 1 / 59           |
|                                                                                      | Podemos a                                          | 4 / 350          | 0 / 265          | 4 / 59           |
|                                                                                      | Más País a                                         | 2 / 350          | 1 / 265          | 0 / 59           |
|                                                                                      | Ciudadanos                                         | 0 / 350          | 0 / 265          | 7 / 59           |
|                                                                                      | Verdes Equo a                                      | 0 / 350          | 0 / 265          | 0 / 59           |
|                                                                                      | Partido Animalista Con el Medio Ambiente           | 0 / 350          | 0 / 265          | 0 / 59           |
| Regionalparteien                                                                     |                                                    |                  |                  |                  |
|                                                                                      | Junts per Catalunya                                | 7 / 350          | 3 / 265          | 3 / 59           |
|                                                                                      | Esquerra Republicana de Catalunya                  | 7 / 350          | 6 / 265          | 2 / 59           |
|                                                                                      | EH Bildu (Insgesamt)                               | 6 / 350          | 5 / 265          | 0 / 59           |
|                                                                                      | Eusko Alderdi Jeltzalea-Partido Nacionalista Vasco | 5 / 350          | 6 / 265          | 1 / 59           |
|                                                                                      | Bloque Nacionalista Galego                         | 1 / 350          | 1 / 265          | 1 / 59           |
|                                                                                      | Chunta Aragonesista a                              | 1 / 350          | 0 / 265          | 0 / 59           |
|                                                                                      | Coalición Canaria                                  | 1 / 350          | 1 / 265          | 0 / 59           |
|                                                                                      | Iniciativa del Poble Valencià a                    | 1 / 350          | 0 / 265          | 0 / 59           |
|                                                                                      | Més-Compromís a                                    | 1 / 350          | 1 / 265          | 0 / 59           |
|                                                                                      | Més per Mallorca a                                 | 1 / 350          | 0 / 265          | 0 / 59           |
|                                                                                      | Unión del Pueblo Navarro                           | 1 / 350          | 1 / 265          | 0 / 59           |
|                                                                                      | Agrupación Herreña Independiente                   | 0 / 350          | 1 / 265          | 0 / 59           |
|                                                                                      | Agrupación Socialista Gomera                       | 0 / 350          | 1 / 265          | 0 / 59           |
|                                                                                      | Geroa Bai                                          | 0 / 350          | 1 / 265          | 0 / 59           |
|                                                                                      | Pacte Progressista d’Eivissa                       | 0 / 350          | 1 / 265          | 0 / 59           |
|                                                                                      | Candidatura d’Unitat Popular                       | 0 / 350          | 0 / 265          | 0 / 59           |
|                                                                                      | Nueva Canarias                                     | 0 / 350          | 0 / 265          | 0 / 59           |
|                                                                                      | Unión del Pueblo Leonés                            | 0 / 350          | 0 / 265          | 0 / 59           |
|                                                                                      |                                                    |                  |                  |                  |
| Quellen: Congreso de los Diputados, Senado, Europäisches Parlament (Akt. 14.02.2024) |                                                    |                  |                  |                  |

### In ganz Spanien aktive Parteien
- Die Partido Socialista Obrero Español („Spanische Sozialistische Arbeiterpartei“, kurz PSOE) ist eine seit dem Ende der Diktatur sozialdemokratisch ausgerichtete Partei. Sie gilt gemeinsam mit der PP als eine der beiden Volksparteien Spaniens und erreichte in der Vergangenheit ebenfalls immer sehr hohe Wahlergebnisse (2008: 43,6 %), die in der jüngsten Zeit im Kontext der europaweiten Veränderungen der Parteiensysteme allerdings noch stärker einbrachen als bei der PP (Parlamentswahlen 2016: 22,6 %). Die PSOE erreicht im Gegensatz zur PP auch in Katalonien und Baskenland, jenen Gemeinschaften mit den stärksten regionalen Nationalismen, relativ gute Ergebnisse (z. B. 39,5 % bei den katalanischen Wahlen 2004). In Katalonien wird die PSOE durch die Partit dels Socialistes de Catalunya (PSC), eine formal unabhängige regionale Schwesterpartei, vertreten, die aber fest an die PSOE angebunden agiert. Auch in einigen anderen Autonomen Gemeinschaften firmiert die PSOE unter regionalen Bezeichnungen und Abkürzungen, z. B. PSdeG in Galicien oder PSE-EE im Baskenland. Die PSOE stellte den Ministerpräsidenten von 1982 bis 1996 (Felipe González), von 2004 bis 2011 (José Luis Rodríguez Zapatero) und seit 2018 (Pedro Sánchez). Auf europäischer Ebene ist sie Teil der Sozialdemokratischen Partei Europas und stellt derzeit 21 Abgeordnete des Europaparlaments.
- Die Partido Popular („Volkspartei“, kurz PP) ist eine christlich-konservative und wirtschaftsliberale Partei. Sie ist Nachfolgerin der Alianza Popular, die aus Teilen des franquistischen Regierungsapparats hervorging. Bei gesamtspanischen Parlamentswahlen erzielte sie 2011 mit 44,6 % Stimmenanteil ihr bestes und bei der Wahl von April 2019 mit 16,7 % ihr schlechtestes Ergebnis. traditionell einen hohen Stimmenanteil (2008: 40,1 %, 2016: 33,0 %), ist aber im Baskenland und in Katalonien wesentlich schwächer, was vor allem auf den Gegensatz zentralspanischer vs. regionaler Nationalismus zurückzuführen ist. In der Autonomen Gemeinschaft Navarra wurde sie seit 1991 durch die Schwesterpartei Unión del Pueblo Navarro (UPN) vertreten; nach dem Bruch des Bündnisses im Oktober 2008 baute die PP dort dann wieder einen eigenen Regionalverband auf. Die PP stellte den spanischen Ministerpräsidenten von 1996 bis 2004 (José María Aznar) und von 2011 bis 2018 (Mariano Rajoy). Auf europäischer Ebene ist die PP Teil der Europäischen Volkspartei und derzeit mit 13 Abgeordneten im Europaparlament vertreten.
- Die rechts-nationale Partei VOX wurde 2014 gegründet. Ihr erster Wahlerfolg gelang ihr im Dezember 2018 mit dem Einzug in das andalusische Regionalparlament. Bei den beiden gesamtspanischen Parlamentswahlen im Jahr 2019 erzielte sie einen Stimmenanteil von 10,3 % (April) bzw. 15,1 % (November), womit sie zurzeit die drittstärkste Kraft im Abgeordnetenhaus ist. Auf europäischer Ebene ist VOX Teil der Europäischen Konservativen und Reformer (EKR) und derzeit mit vier Abgeordneten im Europaparlament vertreten.
- Die 2014 gegründete Linkspartei Podemos („Wir schaffen das“) ist aus den Protestbewegungen der Jahre 2011 und 2012 hervorgegangen. Bei den spanischen Parlamentswahlen 2015 wurde sie mit einem Stimmenanteil von 20,7 % auf Anhieb drittstärkste Kraft. Seit 2016 trat sie zu gesamtspanischen Wahlen (und teilweise auch auf regionaler Ebene) zusammen mit der IU und anderen Linksparteien unter der Bezeichnung Unidos Podemos bzw. Unidas Podemos an. Sie stellt seit 2020 mit ihrem Generalsekretär Pablo Iglesias einen der Stellvertretenden Ministerpräsidenten in einer Koalitionsregierung mit der PSOE. Auf europäischer Ebene ist Podemos Teil von Now the People und derzeit mit drei Abgeordneten im Europaparlament vertreten.

- Die linkssozialistische Izquierda Unida („Vereinigte Linke“, kurz IU) ist keine Partei im eigentlichen Sinne, sondern ein nach spanischem Recht möglicher Parteienverband (federación), dem verschiedene zum Teil regional organisierte Mitgliedsparteien angehören, von denen die bedeutendste die Kommunistische Partei Spaniens (PCE) ist. Auch Izquierda Unida führt z. T. regional verschiedene Bezeichnungen, z. B. Ezker Anitza im Baskenland. Die Schwesterpartei in Katalonien ist Esquerra Unida i Alternativa (EUiA), die selbst ebenfalls eine federación aus verschiedenen linksgerichteten katalanischen Parteien ist. EUiA ist zwar offiziell kein Teil der IU, sondern eine unabhängige Organisation, wird nach einer Bestimmung in der Satzung der IU bei der Besetzung aller Gremien (Parteitage, Vorstand etc.) aber so behandelt, als wäre sie ein Regionalverband. Seit ihrer Gründung 1986 lag der Stimmenanteil der IU bei den spanischen Parlamentswahlen zwischen 3,7 % (2015) und 10,5 % (1996), womit sie bis zum Auftreten von Podemos die stärkste Kraft links der PSOE war. Seit 2016 trat sie zu gesamtspanischen Wahlen (und teilweise auch auf regionaler Ebene) zusammen mit Podemos und anderen Linksparteien unter der Bezeichnung Unidos Podemos bzw. Unidas Podemos an. In Europa gehört die IU der Europäischen Linken an und stellt derzeit einen Europaparlamentarier.
- Ciudadanos - Partido de la Ciudadania („Bürger - Partei der Bürgerschaft“, kurz C’s) ist eine liberale Partei, die die regionalen Nationalismen ablehnt und für die Einheit Spaniens eintritt. Sie ist seit 2006 im Regionalparlament von Katalonien vertreten. Bis 2014 war die Partei ausschließlich auf Katalonien beschränkt. Ciudadanos sind seit 2015 im spanischen Abgeordnetenhaus vertreten und erzielten seitdem ihr bestes Ergebnis (Stimmenanteil von 15,9 %) bei der Wahl von April 2019 und ihr schlechtestes (6,8 %) bei der Wahl von November 2019. Auf europäischer Ebene sind Ciudadanos Teil der Allianz der Liberalen und Demokraten für Europa (ALDE) und derzeit mit sieben Abgeordneten im Europaparlament vertreten.
- Die Linkspartei Más País wurde unter dem Namen Más Madrid von der ehemaligen Bürgermeisterin von Madrid Manuela Carmena zur Teilnahme an den Regional- und Kommunalwahlen vom Mai 2019 gegründet. Wenig später trat der Podemos-Mitbegründer Íñigo Errejón nach innerparteilichen Auseinandersetzungen zu Más Madrid über. Daraufhin weitete die Partei ihren Aktionsradius auf die nationale Ebene aus und nahm den Namen Más País an. Bei der Wahl von November 2019 trat sie in einem Wahlbündnis mit der grünen Partei Equo, Chunta Aragonesista und Compromís an. Auf dieses (das allerdings nicht in allen Wahlkreisen antrat) entfielen 2,4 % der Stimmen und drei Mandate.

### Regionale Parteien
Einige Regionalparteien sind aufgrund des spanischen Wahlsystems (Sitzverteilung und Sperrklausel nur auf Ebene der Provinz-Wahlkreise) auch im gesamtspanischen Parlament vertreten. In ihren Herkunftsregionen sind diese Parteien z. T. deutlich wichtiger als die zwei großen gesamtspanischen Parteien. Dabei gibt es in mehreren Regionen sowohl eine konservativ-bürgerliche als auch eine linke Regionalpartei. Im spanischen Sprachgebrauch werden die Regionalparteien häufig als „Nationalisten“ bezeichnet.
Im spanischen Abgeordnetenhaus und (bis auf ¡Teruel Existe!) auch in den jeweiligen Regionalparlamenten sind folgende Regionalparteien vertreten:
- Esquerra Republicana de Catalunya („Republikanische Linke Kataloniens“, kurz ERC) ist eine pankatalanisch-linksnationalistische Partei, deren langfristiges Ziel ein unabhängiger katalanischer Staat ist, der nicht nur die Region Katalonien, sondern auch die übrigen Països Catalans (die Region Valencia, die Balearen, Nordkatalonien und die Franja de Aragón) umfasst. Dementsprechend umfasst die Parteiorganisation auch diese weiteren Gebiete, wobei die Partei in diesen in ihrer politischen Bedeutung aber weit hinter der in der Region Katalonien zurückbleibt. Bei den Wahlen zum gesamtspanischen Parlament, in dem die ERC seit dem Ende der Franco-Diktatur bis auf die Zeit von 1986 bis 1993 durchgehend vertreten war, erreichte die Partei in Katalonien Stimmenanteile zwischen 3 % und 25 %, bei den Wahlen zum Regionalparlament von Katalonien erzielte sie Ergebnisse zwischen 4 % (1988) und 21 % (2017). Auf europäischer Ebene ist ERC Teil der Europäischen Freien Allianz, einem Bündnis regionalistischer Parteien. Die ERC stellt derzeit zwei Europaabgeordnete.
- Partit Demòcrata Europeu Català (Katalanisch Europäische Demokratische Partei, kurz PDeCAT) ist eine liberale katalanisch-separatistische Partei und Nachfolgeorganisation der seit 2016 in Auflösung befindlichen Convergència Democràtica de Catalunya (CDC). Zu Wahlen trat die PDeCAT bislang unter der Bezeichnung Junts per Catalunya (JuntsxCAT) an. Bei den beiden Wahlen zum gesamtspanischen Parlament im Jahre 2019 erzielte JuntsxCAT in der Region Katalonien einen Stimmenanteil von 12,05 % (April) bzw. 13,68 % (November) und stellt damit derzeit acht Abgeordnete. Bei der Wahl zum Regionalparlament von Katalonien 2017 erreichte JuntsxCAT einen Stimmenanteil von 21,7 % und stellt dort mit Quim Torra den Ministerpräsidenten. Aus der europäischen Partei  Allianz der Liberalen und Demokraten für Europa (ALDE) wurde PDeCAT 2018 wegen der Korruptionsaffären ihrer Vorgängerpartei CDC und ihres separatistischen Kurses ausgeschlossen.
- Candidatura d’Unitat Popular („Kandidatur der Volkseinheit“, kurz CUP) ist eine 1991 gegründete antikapitalistisch-pankatalanische Partei, die für die Unabhängigkeit eintritt. Sie ist in Katalonien, auf den Balearen und in den Regionen Valencia und Aragonien organisiert. Nachdem sie zunächst nur auf kommunaler Ebene aktiv gewesen war, nahm die CUP 2012 erstmals an der Regionalwahl in Katalonien teil. Bei den Regionalwahlen erzielte sie einen Stimmenanteil zwischen 3,5 % (2012) und 8,2 % (2015). Seit der Wahl von November 2019 ist sie auch im spanischen Abgeordnetenhaus mit zwei Abgeordneten vertreten.
- Catalunya en Comú ist ein Zusammenschluss der links-katalanischen Parteien Barcelona en Comú der Bürgermeisterin von Barcelona Ada Colau, Iniciativa per Catalunya-Verds („Initiative für Katalonien-Grüne“, kurz ICV), und EUiA sowie der grünen Partei Equo.
- Eusko Alderdi Jeltzalea-Partido Nacionalista Vasco („Baskische Nationalistische Partei“, kurz EAJ-PNV) ist eine baskisch bürgerlich-nationalistische Partei. Neben der nationalistischen Orientierung ist die Partei konservativ-christlich ausgerichtet. Sie setzt sich für eine stark ausgeweitete Autonomie bzw. Unabhängigkeit des Baskenlandes ein (Plan Ibarretxe). Seit dem Ende der Diktatur war sie durchgehend die stärkste politische Kraft in der Autonomen Gemeinschaft Baskenland und stellte dort von 1980 bis 2009 und erneut seit 2012 den Regierungschef (Lehendakari). Die PNV ist auch in Navarra und im französischen Baskenland aktiv, wo sie aber in ihrer politischen Bedeutung weit hinter der in der Autonomen Gemeinschaft Baskenland zurückbleibt. Im gesamtspanischen Parlament ist sie durchgehend seit 1977 mit fünf bis acht Abgeordneten vertreten. Die PNV ist Mitglied der Europäischen Demokratischen Partei und ist derzeit mit einem Abgeordneten im Europaparlament vertreten.
- EH Bildu ist ein Parteienverband der baskisch-linksnationalistischen Parteien Sortu, Eusko Alkartasuna („Baskische Solidarität“, kurz EA) und Alternatiba Eraikitzen. Im spanischen Abgeordnetenhaus ist EH Bildu mit fünf Abgeordneten vertreten. Im baskischen Regionalparlament stellt sie mit 18 Mandaten die zweitstärkste Fraktion, im Regionalparlament von Navarra mit sieben Abgeordneten die viertstärkste.
- Compromís ist ein Bündnis linker Regionalparteien in der Region Valencia. Ihm gehören die Parteien Bloc Nacionalista Valencià (BLOC), Iniciativa del Poble Valencià (IdPV) und Verds Equo del País Valencià (VerdsEquo) an. Im Regionalparlament der Region Valencia ist Compromís mit 17 und im spanischen Parlament mit einem Abgeordneten vertreten. In der Regionalregierung (Koalition mit der PSOE) stellt Compromís vier Minister.
- Coalición Canaria („Kanarische Koalition“, kurz CC oder CCa) ist ein Parteienverband verschiedener kanarischer Regional- und Inselparteien, der in der politischen Mitte angesiedelt ist. Die CC stellte seit ihrer Gründung 1993 bis 2019 ununterbrochen den Ministerpräsidenten der Kanaren und ist seitdem auch mit einem bis vier Abgeordneten im gesamtspanischen Parlament vertreten. Zu Wahlen trat und tritt sie teilweise in Wahlbündnissen mit anderen kanarischen Regionalparteien an. Coalición Canaria ist Mitglied der Europäischen Demokratischen Partei.
- Nueva Canarias (NC) ist eine Mitte-links-Regionalpartei auf den Kanaren, die 2005 als Abspaltung aus der Coalición Canaria hervorging. Sie trat bei Regionalwahlen in Wahlbündnissen mit verschiedenen Inselparteien an und ist derzeit mit fünf Abgeordneten im Regionalparlament vertreten. Im spanischen Abgeordnetenhaus stellt die Partei derzeit einen Abgeordneten.
- Unión del Pueblo Navarro („Union des Navarresischen Volkes“, kurz UPN) ist eine konservative regionale Partei in Navarra, die sich insbesondere gegen eine Vereinigung der Autonomen Gemeinschaft Navarra mit dem Baskenland ausspricht, wie sie von baskisch-nationalistischen Parteien gefordert wird. 1991 löste die PP ihren Regionalverband in Navarra auf, der in der UPN aufging. Von da an entsprach das Verhältnis von PP und UPN daher etwa dem von CDU und CSU in Deutschland. Allerdings zerbrach dieses Bündnis im Oktober 2008 und die PP baute wieder einen eigenen Regionalverband auf. Die UPN stellt ununterbrochen seit 1991 die stärkste Fraktion im Regionalparlament von Navarra und von 1996 bis 2015 auch den Ministerpräsidenten dieser Region. Zu den beiden spanischen Parlamentswahlen 2019 trat UPN im Wahlkreis Navarra zusammen mit PP und Ciudadanos unter der Bezeichnung Navarra Suma an und stellt zwei Abgeordnete.
- Bloque Nacionalista Galego („Galicischer Nationalistischer Block“, kurz BNG) ist eine galicisch-linksnationalistische Partei. Bei den Wahlen zum galicischen Regionalparlament, in dem der BNG seit 1981 ununterbrochen vertreten ist, entfielen auf die Partei zwischen 4 % (1985) und 25 % (1997) der Stimmen. Von 1996 bis 2015 war der BNG auch im gesamtspanischen Parlament mit zwei bzw. drei Abgeordneten vertreten. Bei der Wahl von November 2019 gelang dem BNG mit einem Abgeordneten erneut der Einzug ins spanische Abgeordnetenhaus. BNG ist Mitglied der Europäischen Freien Allianz.
- Partido Regionalista de Cantabria („Kantabrische Regionalpartei“, kurz PRC) ist eine Partei der politischen Mitte in der nordspanischen Region Kantabrien. Sie ist seit dem Ende der Franco-Diktatur durchgehend im Regionalparlament vertreten, wobei sie Stimmenanteile zwischen 7 % (1983) und 38 % (2019) erzielte. Sie war 1995–2011 in Koalitionen mit der PP oder PSOE in der Regionalregierung vertreten und stellte 2003–2011 den Ministerpräsidenten der Region. Seit 2015 stellt sie in einer Koalition mit der PSOE erneut den Ministerpräsidenten Kantabriens. Seit der Wahl von April 2019 ist sie auch mit einem Abgeordneten im spanischen Abgeordnetenhaus vertreten.
- ¡Teruel Existe!, ist keine politische Partei, sondern eine Bürgerbewegung in der Provinz Teruel, die bei der Wahl zum spanischen Abgeordnetenhaus von November 2019 als Wählergruppe antrat, im Wahlkreis Teruel (identisch mit der Provinz) mit 26,7 % stärkste Kraft wurde und so ein Abgeordnetenmandat errang. Sie versteht sich als Vertreterin des ländlichen España vacía („leeres Spanien“), das sich von der Politik vernachlässigt und von der Entwicklung der Metropolen und Zentren zunehmend abgehängt fühlt.
- Foro de Ciudadanos („Bürgerforum“, kurz FAC, auch Foro Asturias) ist eine konservative Partei, die offiziell zwar landesweit tätig, aber nur in der Region Asturien von Bedeutung ist. Sie entstand vor den Regionalwahlen 2011 in Asturien als Abspaltung von der PP. Sie ist in Asturien, wo sie die Bezeichnung Foro Asturias führt, seit 2011 im Regionalparlament vertreten (bestes Ergebnis 2011 mit 29,8 %; schlechtestes Ergebnis 2019 mit 6,5 %) und stellte dort 2011/2012 mit ihrem Gründer Francisco Alvárez-Casco den Ministerpräsidenten. Im spanischen Abgeordnetenhaus ist Foro Asturias mit einem über eine gemeinsame Liste mit der PP gewählten Abgeordneten vertreten.

Folgende Regionalparteien sind derzeit in den jeweiligen Regionalparlamenten vertreten:
- Chunta Aragonesista (kurz CHA) ist eine 1986 gegründete linke Regionalpartei in Aragonien. Sie ist seit 1995 im Regionalparlament vertreten und erreichte ihr bestes Ergebnis bei Regionalwahlen 2003 mit 14 %. Von 2000 bis 2008 und von 2011 bis 2015 war sie auch im gesamtspanischen Abgeordnetenhaus mit einem Abgeordneten vertreten. Auf europäischer Ebene gehört die CHA der Europäischen Freien Allianz an.
- Partido Aragonés („Aragonesische Partei“, kurz PAR) ist eine bürgerlich-konservative Regionalpartei in Aragonien. Sie ist seit dem Ende der Franco-Diktatur im Regionalparlament vertreten, wobei sie bei den Wahlen Stimmenanteile zwischen 5 % (2019) und 28 % (1987) erzielte. Von 1987 bis 1993 stellte die PAR den Ministerpräsidenten der Region und war auch ansonsten über längere Zeit in Koalitionen mit der PP oder der PSOE an Regionalregierungen beteiligt. Bis 2000 war sie auch im gesamtspanischen Parlament vertreten, wobei sie zu den Wahlen mehrfach in Wahlbündnissen mit der PP bzw. deren Vorläuferin Alianza Popular antrat.
- Més per Mallorca bzw. Més per Menorca ist ein Bündnis linker Regionalparteien (u. a. PSM-Entesa Nacionalista) auf den Balearen. Bei der Regionalwahl 2019 entfielen auf dieses 10,6 % der Stimmen. Auf den Balearen ist Més Teil der Regierungskoalition mit PSOE und Podemos.
- El Pi - Proposta per les Illes ist eine 2012 aus der Vereinigung der Parteien Convergència per les Illes Balears und Lliga Regionalista de les Illes Balears hervorgegangene bürgerliche Regionalpartei auf den Balearen, die seit 2015 im Regionalparlament vertreten ist.
- Encontro Irmandiño („Brüderschaftliche Begegnung“) war ein Flügel des BNG, der sich 2012 von diesem abspaltete und von Xosé Manuel Beiras (Vorsitzender des BNG 1982–2002) geleitet wird. Encontro Irmandiño bildet die Keimzelle der neuen galicisch-linksnationalistischen Sammlungsbewegung ANOVA-Irmandade Nacionalista. Diese bildete bei den galicischen Regionalwahlen 2012 unter dem Namen Alternativa Galega de Esquerda („Galicische Linksalternative“, kurz AGE) und mit Beiras als Spitzenkandidaten ein Wahlbündnis mit der IU und der grünen Partei Equo. Auf die AGE entfielen 14 % der Stimmen und neun Abgeordnete, womit sie drittstärkste Kraft noch vor dem BNG wurde. Im Februar 2013 wurde auch ANOVA-Irmandade Nacionalista als Partei in das Parteienregister eingetragen. Bei der Regionalwahl 2016 bildete sie gemeinsam mit Podemos und IU das Wahlbündnis En Marea, auf das 19 % der Stimmen entfielen.
- Agrupación Socialista Gomera (ASG) ist eine Abspaltung von der PSOE auf Gomera um den ehemaligen PSOE-Senator Casimiro Cubelo. Sie ist seit 2015 im Regionalparlament der Kanaren vertreten.
- Unión del Pueblo Leonés („Union des Leonesischen Volkes“, kurz UPL) ist eine 1986 gegründete Regionalpartei, die dafür eintritt, dass die Provinzen León, Salamanca und Zamora, die derzeit zur Autonomen Gemeinschaft Kastilien-León gehören, eine eigene Autonome Gemeinschaft bilden. Im Regionalparlament von Kastilien-León ist die UPL seit 1995 mit einem (seit 2011) bis drei (Legislaturperiode 1999–2003) Abgeordneten vertreten.
- Por Ávila wurde 2019 gegründet und ist eine Abspaltung von der PP, deren Tätigkeit sich auf die Provinz Ávila beschränkt. Im Regionalparlament von Kastilien-León ist sie mit einem Abgeordneten vertreten.

- Nafarroa Bai („Ja zu Navarra“, kurz NaBai) und Geroa Bai („Ja zur Zukunft“, kurz GBai) sind Wahlbündnisse verschiedener baskisch-nationalistischer Parteien, die seit 2004 im Wahlkreis Navarra zu den gesamtspanischen Wahlen und zu den Wahlen zum Regionalparlament von Navarra gemeinsam antraten, um das baskisch-nationalistische Wählerpotential in dieser Region zu bündeln. Auf ihren Listen waren auch unabhängige Kandidaten vertreten. Bei den gesamtspanischen Parlamentswahlen 2004 und 2008 sowie der Regionalwahl in Navarra 2007 bestand das Bündnis NaBai aus Aralar, EA, PNV und der Linkspartei Batzarre. Bei der Regionalwahl im Mai 2011 bestand es nur noch aus Aralar und PNV und nannte sich NaBai2011 (die EA trat zu dieser Wahl im Bündnis Bildu an, Batzarre gemeinsam mit der IU). Seit der gesamtspanischen Parlamentswahl im November 2011 firmiert das Bündnis unter Geroa Bai und besteht nur noch aus PNV und der Lokalpartei Atarrabia Taldea (Aralar hatte sich dem Bündnis Amaiur angeschlossen), ebenso bei den Regionalwahlen 2015 und 2019. Mit der Parteilosen Uxue Barkos stellte Geroa Bai von 2015 bis 2019 die Ministerpräsidentin von Navarra.

### Grüne Parteien
Bis auf die katalanische Iniciativa per Catalunya-Verds (ICV, s. o.), die der Europäischen Grünen Partei angehört, sind Grüne Parteien in Spanien bislang weitgehend bedeutungslos geblieben. Dies ist auch darin begründet, dass klassische grüne Themen auch von der Izquierda Unida besetzt werden. Zwei der Regionalverbände der IU (in Andalusien und in der Region Murcia) führen sogar Los Verdes in ihrem Namen. Andererseits besteht aber auch eine erhebliche Zersplitterung der Grünen Parteien. Diese waren hauptsächlich auf regionaler Ebene organisiert, wobei es keine Seltenheit ist, dass in einer Region mehrere Parteien existieren, die das Prädikat „grün“ für sich beanspruchen. Einige von ihnen waren locker in der Confederación de Los Verdes zusammengeschlossen, von der sich 1994 die Partei Los Verdes-Grupo Verde abspaltete. Die Confederación de Los Verdes war auch (neben der ICV) die spanische Mitgliedsorganisation der Europäischen Grünen Partei.
Im Bemühen um eine Einigung der grünen Kräfte entstand im Jahr 2011 die neue Partei Equo, der sich auch die Mehrzahl der bisherigen Mitgliedsparteien der Confederación de Los Verdes anschlossen. Diese wurde daraufhin im Frühjahr 2012 aus der Europäischen Grünen Partei ausgeschlossen und die Aufnahme von Equo in die europäische Dachpartei betrieben. Zu der spanischen Parlamentswahl im November 2011 trat Equo außer in Katalonien (wo die Partei das Wahlbündnis ICV-EUiA unterstützte) landesweit an, wobei sie in der Region Valencia dem Wahlbündnis Compromís-Q (s. o.), auf den Balearen einem Wahlbündnis mit u. a. der PSM-EN und in der Provinz Santa Cruz de Tenerife einem Wahlbündnis mit zwei kleinen kanarischen Regionalparteien angehörte. Auf die reinen Equo-Listen entfielen 0,72 % der Stimmen. Bei den Regionalwahlen in Andalusien (März 2012) entfielen auf Equo 0,53 % der Stimmen und bei den Regionalwahlen im Baskenland (Oktober 2012) 1,03 % der Stimmen. Zu den ebenfalls im Oktober 2012 abgehaltenen Regionalwahlen in Galicien gehörte Equo dem Wahlbündnis Alternativa Galega de Esquerda (AGE, s. o.) an. Bei den Regionalwahlen im November 2012 in Katalonien unterstützte sie das Wahlbündnis ICV-EUiA, ohne aber Teil desselben zu sein.

### Klein- und Splitterparteien
Darüber hinaus besteht eine Vielzahl weiterer Parteien. In dem vom spanischen Innenministerium geführten Parteienregister (Registro de Partidos Póliticos) sind insgesamt 5.266 Parteien und Parteienverbände eingetragen (Stand: März 2020). Während nach dem deutschen Parteiengesetz solche Vereinigungen politische Parteien sind, die eine Vertretung im Bundestag oder einem Landtag anstreben und „nach dem Gesamtbild der tatsächlichen Verhältnisse eine ausreichende Gewähr für die Ernsthaftigkeit dieser Zielsetzung bieten“, kennt das spanische Parteiengesetz solche Voraussetzungen nicht. So kann eine Partei etwa von vornherein ihren Wirkungskreis sogar auf ausschließlich eine Stadt oder Gemeinde beschränken (dementsprechend sind im Parteienregister auch viele reine Stadtparteien eingetragen).
So beschloss die aus den Bürgerbewegungen der Proteste in Spanien 2011/2012 (movimiento 15-M) hervorgegangene neue Linkspartei Podemos bei den Kommunalwahlen 2015 (anders als bei den gleichzeitig stattfindenden Regionalwahlen) nicht als Partei anzutreten, um so lokal das Bündnis mit Bürgerbewegungen (teilweise unter deren vor Ort etablierten Namen) und Aktivisten zu ermöglichen. Weil die Bildung einer Partei aber einfacher ist als die Teilnahme an der Wahl als Wählergruppe (die Unterstützungsunterschriften für einen Wahlvorschlag sammeln muss) wurden in sehr vielen (auch kleinen) Städten und Gemeinden auf diese beschränkte Kleinparteien gegründet, die dann an der Wahl teilnahmen. Allein die Zahl dieser zwar juristisch eigenständigen Parteien, bei denen es sich aber tatsächlich oftmals um Podemos-Ableger handelt, liegt bei mehreren Hundert.
Allerdings wird angenommen, dass ca. 2.000 der im Parteienregister eingetragenen Organisationen gar nicht mehr aktiv sind. Denn bis 2015 war eine Streichung im Register nur aufgrund einer Selbstauflösung der Partei oder als Folge eines Parteienverbots möglich. Der Fall, dass eine Partei zur „Karteileiche“ wird, weil sie einfach ihre Aktivität einstellt ohne sich aber formell aufzulösen, war damit nicht erfasst. Mit einer Gesetzesänderung wurde daher 2015 die Möglichkeit geschaffen, Parteien zu streichen, die über mehr als acht Jahre keine Vorstandswahlen mehr abgehalten oder über drei Jahre keine Rechenschaftsberichte zu ihrer Finanzrechnung eingereicht haben.
Die liberale Partei Centro Democrático Liberal („Liberales Demokratisches Zentrum“, CDL), die auf europäischer Ebene der Europäischen Liberalen, Demokratischen und Reformpartei (ELDR) angehört, wurde 2006 als Nachfolgepartei des Centro Democrático y Social gegründet, konnte aber keine nennenswerten Wahlerfolge erzielen.
Darüber hinaus wird das insgesamt sehr unübersichtliche spanische Parteienspektrum ergänzt durch noch weitere Regional- und Splitterparteien, darunter diverse nationalistische Parteien wie etwa Unió Valenciana („Valencianische Union“, UV), Partido Socialista de Andalucía („Sozialistische Partei Andalusiens“, PSA) oder Partíu Asturianista („Partei für Asturische Selbstbestimmung“, PAS). Die Unió Mallorquina („Mallorquinische Union“, UM), eine balearische Kleinpartei, die auf europäischer Ebene der ELDR angehörte, löste sich 2011 nach Korruptionsskandalen auf und benannte sich in Convergència per les Illes Balears („Konvergenz für die Balearischen Inseln“) um.
Bei den spanischen Parlamentswahlen 2011 wurde hinter Equo (s. o.) die Anti-Stierkampf- und Tierschutzpartei Partido Animalista Contra el Maltrato Animal (PACMA) unter den Parteien, die keinen Sitz erringen konnten, mit 0,4 % der Stimmen die zweitstärkste Kraft, gefolgt von der Protestpartei Escaños en Blanco (Eb).
Hinzu kommen einige rechtsgerichtete Splitterparteien wie Democracia Nacional („Nationale Demokratie“, DN) oder in Katalonien die rechts-populistische Plataforma per Catalunya (PxC), die in einigen Stadträten vertreten ist. Am linken Rand gibt es Parteien wie die marxistisch-leninistische Partido Comunista de los Pueblos de España (PCPE) oder die maoistische Unficación Comunista de España (UCE). Außerdem existieren noch karlistische Parteien wie die linksgerichtete Partido Carlista („Karlistische Partei“, PC) oder die traditionalistische Comunión Tradicionalista Carlista („Carlistische Traditionalistische Einheit“, CTC). All diese Parteien haben aber keinen nennenswerten Einfluss.
Die 2007 gegründete Partido Pirata Español (Piratenpartei Spanien) trat bei der Parlamentswahl 2011 nur in einzelnen Regionen an und erreichte dort 0,3 bis 0,4 % der Stimmen. Daneben gründeten sich seit 2010 in einigen Regionen eigenständige Piratenparteien: die Pirates de Catalunya, welche bei den katalanischen Regionalwahlen 2012 auf 0,5 % der Stimmen kam, die Piratas de Galicia sowie die Piratas de La Rioja.
2018 gründete die europäische Bewegung Volt Europa ihren spanischen Ableger Volt Spanien und trat erstmals bei den Europawahlen 2019 an, bei der sie 0,14 % erreichte. Seither tritt sie bei Kommunalwahlen an.

## Historisch bedeutende Parteien
In der spanischen Geschichte waren u. a. die folgenden Parteien bedeutsam:
- Während der Herrschaftszeit von Isabella II. (1833–1868) waren die Partido Moderado und die Partido Progresista die bestimmenden Parteien. Es handelte sich um liberale Parteien, welche die Thronansprüche Isabellas gegen die karlistischen Prätenden verteidigten. Die moderados waren eher liberal-konservativ, die progresistas eher links-liberal. Später entstand als dritte Kraft die Unión Liberal. Die politischen Führer aller drei Parteien waren zum großen Teil Generäle (Narváez, Espartero, O’Donnell).
- Mit einem Pronunciamiento, das von den progresistas, der Unión Liberal und der links von diesen beiden Parteien stehenden Partido Demócrata unterstützt wurde, wurde Isabella II. 1868 ins Exil gezwungen. In der Folgezeit unter Amadeus I. (1870–1873) und während der Ersten Spanischen Republik (1873/1874) entwickelte sich aus den progresistas die Partido Liberal (zunächst unter den Namen Partido Constitucional und Partido Liberal Fusionista) und aus den moderados die konservative Partido Liberal Conservador. Während Liberale und Konservative Befürworter einer konstitutionellen Monarchie waren und dies auch nach der Abdankung Königs Amadeus I. blieben, waren die Anhänger der Einführung einer Republik in dieser Zeit in der Partido Republicano Demócracta Federal organisiert.

Turnusmäßiger Machtwechsel zwischen Konservativen und Liberalen in der alfonsinischen Ära - Sitzverteilung im Parlament 1876–1923

- Zwei weitere Pronunciamientos führten 1874 zunächst zur Auflösung des Parlaments und kurz darauf mit der Inthronisierung von Alfons XII. zur Restauration der Monarchie der Bourbonen. Unter Alfons XII. (1874–1885) und Alfons XIII. (1886–1941) blieben die die Monarchie stützenden Partido Liberal und Partido Liberal Conservador die bestimmenden politischen Kräfte. Diese Parteien, die das Großbürgertum, Landbesitzer, Adel und den Klerus repräsentierten, kamen schließlich zu einer Absprache, sich turnusgemäß an der Regierung abzuwechseln, die ab Ende der 1870er Jahre praktiziert wurde. Entsprechende  Wahlergebnisse wurden durch das Kazikentum sichergestellt. Zeitweise und v. a. gegen Ende dieser alfonsinischen Periode kam es in diesen beiden Lagern auch zu Abspaltungen (im liberalen u. a. Izquierda Dinástica, Partido Liberal Demócrata und Izquierda Liberal; im konservativen u. a. Unión Conservador, Partido Liberal Reformista, Mauristas und Ciervistas), ohne dass dies aber an dem praktizierten gegenseitigen Machterhalt etwas änderte. Im Parlament vertreten, aber außerhalb des Systems des gegenseitigen Machterhalts standen die Republikaner, die aber während der meisten Zeit in mehrere Parteien zersplittert waren (u. a. Partido Republicano Demócracta Federal, Partido Progesista Republicano Demócrata, Partido Democráta Posibilista, Partido Republicano Centrista, Partido Republicano Nacional, Unión Republicana, Partido Unión Republicana Autonomista, Partido Republicano Radical und Partido Reformista). Ab 1891 waren mit wenigen Abgeordneten auch die Karlisten (v. a. die Comunión Tradicionalista) im Parlament vertreten. Die 1879 gegründete PSOE konnte erst 1910 ihr erstes Mandat erringen. Ab ca. 1900 waren auch die ersten Regionalparteien im Parlament vertreten (Baskenland: PNV; Katalonien: v. a. Lliga Regionalista und Partit Republicà Català).
- Nachdem schließlich auch gemeinsame Regierungen von Konservativen und Liberalen die zunehmenden sozialen Unruhen nicht zu bewältigen vermochten und sich der in weiten Teilen der Bevölkerung unpopuläre Krieg in Marokko immer mehr in die Länge zog, putschten 1923 konservative Generäle unter Miguel Primo de Rivera. Sie errichteten eine Militärdiktatur und suspendierten die Verfassung. Als Staatspartei gründete Primo de Rivera 1924 die Unión Patriótica.
- Nachdem auch die Militärdiktatur gescheitert war, musste 1931 König Alfons XIII. das Land verlassen und es wurde die Zweite Republik (1931–1936/39) ausgerufen. 1936 führte ein nur in Teilen des Landes erfolgreicher Putschversuch konservativer Generäle zum Spanischen Bürgerkrieg (1936–1939). Während des Kriegs war Spanien in eine „nationale“ und eine „republikanische“ Zone geteilt. Die wichtigsten Parteien während der Zweiten Republik und ihre wichtigsten politischen Persönlichkeiten waren:
  - auf der Linken:
    - PSOE (Indalecio Prieto, Francisco Largo Caballero, Juan Negrín)
    - die kommunistische Partido Comunista de España (PCE), 1920 als Abspaltung von der PSOE entstanden (Dolores Ibárruri, Enrique Líster)
    - die 1935 gegründete marxistisch-trotzkistische Partido Obrero de Unificación Marxista (POUM) (Andreu Nin)
    - Unió Socialista de Catalunya (USC), die 1923 in Katalonien als Abspaltung von der PSOE entstanden war
    - Partit Socialista Unificat de Catalunya (PSUC), zu der sich 1936 nach dem Ausbruch des Bürgerkriegs die katalanischen Gliederungen der PSOE und der PCE, die USC und die Partit Català Proletari zusammenschlossen
    - die 1927 gegründete Federación Anarquista Ibérica (FAI) war die politische Organisation der in Spanien traditionell starken Anarchisten, die eng mit der anarchosyndikalistischen Gewerkschaft Confederación Nacional del Trabajo (CNT) verbunden war (Buenaventura Durruti)

  - Links-Republikaner:
    - die 1929 gegründete Partido Republicano Radical Socialista (PRRS) war eine Abspaltung der schon in der alfonsinischen Zeit aktiven Partido Republicano Radical
    - Partido Republicano Radical Socialista Independiente (PRRSI), entstand 1933 als Abspaltung von der PRRS
    - Acción Republicana (AR) von Manuel Azaña
    - Partido Republicano Demócrata Federal (PRDF), eine Neugründung der schon seit der Ersten Republik bestehenden Partei
    - Agrupación al Servicio de la República (ASR) war eine 1931 von Intellektuellen (u. a. José Ortega y Gasset) gegründete Vereinigung, deren Ziel die Gründung der Republik war
    - die Izquierda Republicana (IR) entstand 1934 als Zusammenschluss der AR mit anderen republikanischen Parteien (u. a. PRRSI)
    - die Unión Republicana (UR) wurde 1934 von Teilen der Partido Republicano Radical und der Partido Republicano Radical Socialista gegründet (Diego Martínez Barrio)

  - linke und links-republikanische Regionalparteien:
    - die ERC, zu der sich 1931 die katalanischen Parteien Partit Republicà Català und der Estat Català zusammenschlossen (Lluís Companys)
    - die 1929 gegründete galicische Organización Republicana Gallega Autónoma (ORGA) von Santiago Casares Quiroga, später Partido Republicano Gallego (PRG), schloss sich 1934 der Izquierda Republicana an

  - Liberale und Rechts-Republikaner:
    - die bereits in alfonsinischer Zeit gegründete Partido Republicano Radical (PRR) des Alejandro Lerroux
    - Partido Republicano Progresista (PRP), zuvor Derecha Liberal Republicana (DLR), die 1930 von Niceto Alcalá-Zamora gegründet wurde, der in alfonsischer Zeit der Liberalen Partei angehörte
    - die Partido Republicano Conservador (PRC) entstand 1932 als Abspaltung von der PRP
    - die 1931 gegründete Partido Republicano Liberal Demócrata (PRLD) stand in der Tradition der Partido Reformista aus alfonsinischer Zeit
    - vor den Wahlen 1936 gründete der unabhängige Ministerpräsident Manuel Portela Valladares die Partido Centro Nacional Republicano (CNR), auch Partido del Centro Democrático genannt

  - bürgerliche Regionalparteien:
    - die baskische PNV (José Antonio Aguirre)
    - die 1901 gegründete katalanische Lliga Regionalista, 1933 umbenannt in Lliga Catalana (Francesc Cambó)
    - die 1931 gegründete katalanische Acció Catalana Republicana
    - die 1931 gegründete galicische Partido Galeguista

  - Konservative:
    - die 1931 gegründete Acción Nacional, wenig später umbenannt in Acción Popular
    - 1933 vereinigte sich die Acción Popular mit kleineren konservativ-katholischen Parteien zur Confederación Española de Derechas Autónomas (CEDA) (José María Gil-Robles, Ángel Herrera Oria, Ramón Serrano Súñer)
    - die 1934 gegründete Landbesitzer-Partei Partido Agrario Español (PAE)

  - monarchistische Rechte:
    - die karlistische Comunión Tradicionalista (CT) (Manuel Fal Conde)
    - die 1933 gegründete Renovación Española (RE) (José Calvo Sotelo)

  - Faschisten/Nationalsyndikalisten
    - 1931 wurde die national-syndikalistische Bewegung Juntas de Ofensiva Nacional Sindicalista (JONS) gegründet (Ramiro Ledesma)
    - 1933 gründete José Antonio Primo de Rivera (der Sohn des Diktators Miguel Primo de Rivera) die faschistische Falange Española (FE)
    - 1934 vereinigten sich FE und JONS zur Falange Española de las JONS

- Nachdem sich Francisco Franco kurz nach Ausbruch des Bürgerkriegs als Anführer der aufständischen Militärs durchgesetzt hatte und zum Jefe de Estado (Staatsoberhaupt) proklamiert worden war, vereinigte er mit einem Dekret vom 19. April 1937 die faschistische Falange Española de las JONS und die karlistische Comunión Tradicionalista zur Falange Española Tradicionalista y de las JONS (FET y de las JONS). Alle anderen Parteien wurden mit dem Dekret für aufgelöst erklärt und die neue Partei unter die Leitung Francos gestellt, der zuvor weder der Falange noch der CT angehört hatte. Die FET y de las JONS blieb während der Franco-Diktatur die einzige zugelassene Partei. Im Laufe der Zeit wurde immer mehr die Bezeichnung Movimiento Nacional bevorzugt, das sich zu einem bürokratischen Apparat entwickelte, der z. B. auch Aufgaben der Wohlfahrtspflege wahrnahm.
- Auch nach dem Ende des Bürgerkriegs bestand die Regierung der Zweiten Republik im Exil fort, ebenso einige der sie tragenden Parteien.
- Nach dem Tod Francos im Jahre 1975 begann der Übergang Spaniens zur Demokratie (transición). Ab Ende 1976 wurden die ersten Parteien wieder zugelassen, insbesondere die PSOE am 17. Februar 1977 und die PCE am 9. April 1977. Zunächst als Wahlbündnis verschiedener liberaler und christdemokratischer Parteien entstand die Unión de Centro Democrático (UCD), die von 1977 bis 1982 die Regierung stellte. 1982 verließ Adolfo Suárez (Ministerpräsident 1976–1981) die UCD und gründete die neue Partei Centro Democrático y Social (CDS). Die UCD löste sich 1983 auf, die CDS ist seit 1993 nicht mehr im Parlament vertreten.
- Die Unión Progreso y Democracia („Union Fortschritt und Demokratie“, UPyD) ist eine im Jahr 2007 neu gegründete Partei, die sich angesichts der starken Spannungen zwischen PSOE und PP als neue Partei der politischen Mitte zu etablieren versuchte. Die Partei vertritt in gesellschaftlichen Fragen liberale Positionen und lehnt die regionalen Nationalismen ab. Bei den Wahlen 2008 erreichte die Partei einen Parlamentssitz bei 1,2 % der Wählerstimmen, bei den Wahlen 2011 erzielte sie 5 % und war bis 2015 mit fünf Abgeordneten im spanischen Parlament vertreten. Bei den Wahlen 2015 und 2016 erzielte sie mit dem Erstarken von Ciudadanos nur noch 0,6 % bzw. 0,2 % der Stimmen. Zu den Wahlen 2019 trat sie nicht mehr an. Sie ist auch in keinem Regionalparlament mehr vertreten und damit zurzeit politisch praktisch bedeutungslos.
- Convergència i Unió (kurz CiU) war ein von 1978 bis 2015 zunächst als coalición, später als Parteienverband bestehendes Bündnis der bürgerlichen katalanischen Parteien CDC (Demokratischer Pakt für Katalonien/Convergència Democràtica de Catalunya) und UDC (Demokratische Union für Katalonien/Unió Democràtica de Catalunya). CDC ist eher liberal, während UDC stärker christdemokratisch ausgerichtet ist. Obwohl CiU nur in Katalonien zu Wahlen antrat, erreichte sie bei spanischen Parlamentswahlen seit 1979 durchgehend zwischen drei und fünf Prozent aller abgegebenen Stimmen und stellte ununterbrochen seit 2000 nach Sitzen die drittstärkste Fraktion im spanischen Parlament, womit sie häufig ein wichtiger Mehrheitsbeschaffer war. Dabei unterstützte sie Minderheitsregierungen sowohl der PSOE als auch der PP, um im Gegenzug Zugeständnisse der Zentralregierung zugunsten der Region Katalonien in Kompetenz- und Finanzfragen zu erreichen. Entsprechend dieser pragmatischen Politik vermied die CiU über Jahrzehnte eine klare Aussage zur Frage der Unabhängigkeit Kataloniens von Spanien. Im Jahr 2012 forderte sie jedoch in ihrem Wahlprogramm für die katalanischen Regionalwahlen ein Referendum über die Zukunft der Region und einen „eigenen Staat in Europa“. In Katalonien stellte CiU bis 2004 mit Jordi Pujol und seit 2010 mit Artur Mas den Ministerpräsidenten. Zum Bruch kam es 2015 wegen der Differenzen über die Zukunft Kataloniens. Die CDC befürwortet eine Unabhängigkeit der Region von Spanien, notfalls auch durch eine einseitige Unabhängigkeitserklärung. Die Basis der UDC folgte in einem Mitgliederentscheid im Mai 2015 jedoch mit knapper Mehrheit der Linie ihres Vorstands, sich auf dem Weg zu mehr Souveränität der Region in jedem Fall im Rahmen der spanischen Verfassung zu bewegen, was z. B. eine einseitige Unabhängigkeitserklärung ausschließt.
- Seit dem Ende der Franco-Diktatur war zunächst Herri Batasuna („Volkseinheit“, kurz HB) über Jahrzehnte die Partei der radikalen baskisch-nationalistischen Linken (izquierda abertzale), die bei den verschiedenen Wahlen zum baskischen Regionalparlament zwischen 10 % und 18 % der Stimmen erzielte. Die HB wurde jedoch 2003 nach einer Änderung des Parteiengesetzes verboten, da sie sich nicht von den terroristischen Aktionen der ETA distanzierte und als deren politischer Arm galt. Seit dem Verbot traten andere Parteien und Gruppierungen der izquierda abertzale wie die Partido Comunista de las Tierras Vascas-Euskal Herrialdeetako Alderdi Komunista („Kommunistische Partei der Baskischen Länder“, PCTV-EHAK) oder die traditionsreiche Acción Nacionalista Vasca („Baskisch-Nationalistisch Aktion“, ANV-EAE) zu Wahlen an, die im September 2008 jedoch ebenfalls verboten wurden, was dazu führte, dass die izquierda abertzale nach den Wahlen von 2009 mangels zugelassener Kandidaturen erstmals nicht im baskischen Regionalparlament vertreten war. Am 10. Januar 2011 verkündete die ETA einen „dauerhaften und allgemeinen Waffenstillstand“, am 20. Oktober 2011 dann die „definitive Beendigung ihrer bewaffneten Aktivitäten“. Anfang 2011 gründete sich als Vertreter der izquierda abertzale die neue Partei Sortu, die sich in ihren Statuten ausdrücklich vom Terrorismus der ETA distanzierte. Allerdings verbot der Oberste Gerichtshof (Tribunal Supremo) mit Urteil vom 23. März 2011 die Einschreibung der neugegründeten Partei in das Parteienregister (nach spanischem Recht wird erst mit dieser Einschreibung eine Partei als juristische Person existent). Auf eine Verfassungsbeschwerde hin hob das Verfassungsgericht am 20. Juni 2012 diese Entscheidung des Tribunal Supremo auf. Am 24. Juli 2012 wurde Sortu daraufhin in das Parteienregister eingetragen. Seit 2014 ist Sortu Mitglied des neu gegründeten Parteienverbands EH Bildu.
- Partido Andalucista (früher Partido Socialista de Andalucía) war eine linke Regionalpartei in Andalusien, die von 1982 bis 2004 im Regionalparlament vertreten war. Sie beschloss im September 2015 ihre Auflösung und ist seit 2019 auch rechtlich nicht mehr existent.